# دوري الكونكاكاف لكرة القدم 2018
دوري الكونكاكاف لكرة القدم 2018 هو الموسم 2 من دوري الكونكاكاف لكرة القدم ‏. أقيم خلال الفترة 31 يوليو 2018 وحتى 1 نوفمبر 2017، وأشرف على تنظيمه كونكاكاف، وكان عدد الأندية المشاركة فيه 16، وفاز فيه نادي هيريديانو.